# Суйси (Гуандун)
Суйси́ (кит. упр. 遂溪, пиньинь Suìxī) — уезд городского округа Чжаньцзян провинции Гуандун (КНР).

## История
Во времена империи Суй в 590 году был создан уезд Теба (铁杷县). Во времена империи Тан в 743 году он был переименован в Суйси. Во времена империи Сун он был в 971 году присоединён к уезду Хайкан. В 1149 году уезд Суйси был создан вновь.
После того, как эти земли вошли в состав КНР, был образован Специальный район Наньлу (南路专区), и уезд вошёл в его состав. В августе 1950 года Специальный район Наньлу был переименован в Специальный район Гаолэй (高雷专区).
В 1952 году административное деление провинции Гуандун было изменено: были расформированы специальные районы, и уезд вошёл в состав Административного района Юэси (粤西行政区). В 1955 году было принято решение об упразднении административных районов, и в 1956 году уезд вошёл в состав Специального района Чжаньцзян (湛江专区).
В январе 1959 года уезды Ляньцзян, Суйси и Хайкан были объединены в уезд Лэйбэй (雷北县). В ноябре 1960 года уезд Лэйбэй был переименован в Лэйчжоу. В марте 1961 года решение о создании уезда Лэйбэй/Лэйчжоу было отменено, и три уезда были восстановлены в прежних границах.
В 1970 году Специальный район Чжаньцзян был переименован в Округ Чжаньцзян (湛江地区).
В сентябре 1983 года город Чжаньцзян и округ Чжаньцзян были объединены в городской округ Чжаньцзян.

## Административное деление
Уезд делится на 15 посёлков.